# Pentopetia calycina
Pentopetia calycina är en oleanderväxtart som beskrevs av J. Klackenberg. Pentopetia calycina ingår i släktet Pentopetia och familjen oleanderväxter. Inga underarter finns listade i Catalogue of Life.